# 克孜尔大屠杀
克孜尔屠杀发生于1933年6月，东突厥斯坦伊斯兰共和國指稱回族不重視宗教，并打破了他们的不攻击汉族和回族平民的协议；维吾尔族和柯尔克孜族组成的东突厥斯坦军队对叶尔羌新城至喀什一线撤退中的回族军民展开屠杀， 据估计共有800名回族军民及汉族平民在屠杀中丧生。
隔年，為了報復克孜爾屠殺，回汉混合的马家军在喀什戰役 (1934年)殺害數千名維吾爾平民。